# Adrián Fernández (Fußballspieler)
Adrián Gustavo „Carucha“ Fernández (* 28. November 1980 in San Martin) ist ein argentinischer ehemaliger Fußballspieler.
Zwischen 1998 und 2003 spielte Carucha in der zweiten argentinischen Liga in den Fußballklubs Nueva Chicago und El Porvenir. Trotz ärmlicher Verhältnisse gelang es ihm im Jahr 2004, zum wichtigsten chilenischen Fußballklub Colo-Colo zu wechseln. In Colo Colo debütierte Fernández im wichtigsten Spiel in der chilenischen Liga: dem Superclásico (Colo Colo gegen CF Universidad de Chile).
Nach seiner chilenischen Erfahrung spielte Carucha in der bolivianischen The Strongest, bei Al-Shaab in den Vereinigten Arabischen Emiraten und in der Schweizer Liga. Im Juli 2008 ging Fernández nach Bulgarien, wo er bei Tscherno More Warna unterschrieb. Er machte sein bulgarisches Debüt im Warna Derby (Tscherno More gegen Spartak Warna), wo er zwei Tore beim 5:0 erzielen konnte.
Im Januar 2009 unterzeichnete Fernández beim FC Tschernomorez Burgas. Bis zum Ende der Saison 2008/2009 spielte er in 11 Spielen und erzielte 5 Tore für den Klub aus Burgas. In der Winterpause 2011/11 löste er seinen Vertrag in Burgas auf. Den Herbst seiner Karriere verbrachte er bei Vereinen in Israel und einem kurzen Gastspiel in Zypern.